# Roots Presents マリーに聞いてゴー!
Roots Presents マリーに聞いてゴー!（ルーツ・プレセンツ・マリーにきいてゴー）は、TOKYO FMをキーステーションに全国35局ネットで放送されていたラジオ番組。2007年4月16日から2009年3月31日まで放送されていた。前番組の『Roots TODAY'S INSPIRATION』に続き、缶コーヒー「Roots」のJT一社提供。

## 放送時間
- 月曜日－金曜日 8:09 - 8:10 （『クロノス』〈かつては『SKY』〉の1コーナーとして放送）
  - JFN系35局で放送。FMぐんま、RADIO BERRY、レディオキューブ FM三重では放送されていない。

## 放送内容
毎日リスナーから寄せられた「お悩み」に、パーソナリティのマリーが簡単に答えるという内容。相談に答えた後には必ず「どう、マリーお役に立てたかしら?ダメ?」という台詞で締める。その答えは大体役に立たないものになっているせいか、その後のCM部分では「すっきりしない朝は〜（以下Rootsの宣伝部分）」というつかみから入る。相談者の中から毎月10名に缶コーヒー「Roots」がプレゼントされる。
2008年2月11日からはJTの関連企業であるジェイティフーズの輸入した中国産冷凍餃子問題によるCM自粛により『マリーに聞いてゴー!』として放送し、Rootsの宣伝部分が放送されない状態が続いていたが、4月1日より再開した。

## 歴代マリー

### 初代マリー
2007年4月16日 - 2007年9月28日
声の出演: 不明
女性的声が特徴。マリーというキャラクターの定着性があり、相談の内容に対する答えはほとんどが役に立たない。まさに「すっきりしない」というつかみが練られている。ブログの掲載と質問募集もこの頃に行われた。

### 二代目マリー
2007年10月1日 - 2008年3月31日
声の出演: 不明
初代マリーと声色が酷似しているが、キャラクターは一変した。語り初めにお笑いや、TV、アニメ、漫画などの一言ネタを披露した。キャラクターがかなりキレている反面、質問にはしっかりと答えてしまっているため、時々「すっきりしてしまう」ことにリスナーはすっきりしなかった。後半はCM自粛にてブランクのある放送となってしまった。

### 三代目マリー
2008年4月1日 - 2008年9月30日
声の出演: 不明
男性的な低い声（貴婦人風）が特徴。語り初めに自分の特徴を誇張して「…の女」という台詞を使用した。途中から二代目同様に一言ネタが追加された。質問の回答は初代と異なり、意味が理解できないタイプの「すっきりしない」である。靴のサイズは23.5cm（2008年9月5日放送より）。
質問募集はメールとなり、HPからの募集も行うようになった。リスナー質問が再び採用されることを番組中告知するようになった。

### 四代目マリー
2008年10月1日 - 2009年3月31日
声の出演: 不明
三代目と酷似した声によるスタートであったが、声色が継続できず女性的な声での演出となっている。
開始当初、扶桑社『ルーツ飲んでゴー!現代つぶやき辞典』（ISBN 978-4-594-05777-0）の内容を番組で行っていた。その連続回はリスナーのお悩みには答えず、抜粋内容をただ紹介している宣伝であった（書籍自体はマリーのつぶやき辞典ではない）。

## その他
- 公式サイトにて、マリーが当日しゃべった内容がそのまま文字にて掲載されている。また、ブログ上には「マリーのつぶやき」として不定期にて日常のコメントと写メールが掲載されている（2007年7月23日-）。マリー＝声優本人によるブログかは定かではない。
- お悩み相談をメールにて投稿する場合にはプレゼントの応募はできない。
- FM上の番組CMでは「七色の声を使用する」と宣伝しているが、番組演出として言っているのか当初より声優1人でやっていることを言っているのかは定かではない。